# Zweckverband Ostholstein
Der Zweckverband Ostholstein (kurz: ZVO) ist ein kommunales Unternehmen und zuständig für die Ver- und Entsorgung im Kreis Ostholstein, Kreis Plön und Kreis Segeberg.
Der ZVO ist in den Bereichen Entwässerung, Abfallwirtschaft und Breitband tätig. Die ZVO Energie GmbH, eine 100-prozentige Tochtergesellschaft, deckt die Bereiche Wasser und Gas/Wärme ab.

## Geschichte
Der Ursprung des Zweckverbandes liegt im Jahr 1927, als die Region in der Lübecker Bucht touristisch immer bedeutender wurde. Um den gestiegenen Besucherzahlen gerecht zu werden, gründeten die Ortsgenossenschaften Timmendorfer Strand, Niendorf, Scharbeutz und Haffkrug im Gemeindeverbund den ZVO. Dies stellte einen Meilenstein in der Entwicklung der regionalen Bäderwirtschaft und Stadthygiene dar.
Für eine erfolgreiche Weiterentwicklung der Bäder in der Region war eine hygienisch verbesserte Wasserversorgung und Abwasserbeseitigung dringend notwendig – auch über Gemeindegrenzen hinweg. Nach und nach übertrugen immer mehr Gemeinden und Städte dem Zweckverband Aufgaben der Ver- und Entsorgung. Heute gehören der Kreis Ostholstein sowie 56 Gemeinden und Städte aus den Kreisen Ostholstein, Plön und Segeberg dazu.
Im Jahr 1927 wurde der Zweckverband unter dem Namen „Zweckverband der oldenburgischen Ostseebäder“ gegründet, wobei sich die vier Ortsgenossenschaften Niendorf, Timmendorfer Strand, Scharbeutz und Haffkrug zusammenschlossen. Erster Vorsitzender des Verbandes war der Oberregierungsrat Zeidler. Bereits ein Jahr später, 1928, wurde das erste Wasserwerk in Timmendorfer Strand eingeweiht. Während des Zweiten Weltkriegs übernahm der Kreis Eutin 1938 die treuhänderische Verwaltung des Zweckverbands. Nach dem Krieg wurde der Zweckverband 1948 neu konstituiert und erlangte die Selbstverwaltung.
1951 wurde Werner Simann zum ersten hauptamtlichen Verbandsvorsteher ernannt, eine Position, die er bis zum 31. August 1983 innehatte. Zwischen 1956 und 1975 wuchs der Verband erheblich, als mehr als 20 weitere Gemeinden beitraten. 1957 wurde ein neues Zentralklärwerk in Timmendorfer Strand gebaut und 1964 erfolgte die Namensänderung in „Zweckverband Ostholstein“ (ZVO). In den folgenden Jahren wurden zahlreiche wichtige Infrastrukturprojekte realisiert, wie der Umbau der ZVO-Hauptverwaltung 1966, die Umstellung der Stadtgasversorgung auf Erdgas 1968 und der Bau des Wasserwerks in Süsel 1969. Im selben Jahr übergab die Stadt Neustadt ihre Müllverbrennungsanlage an den ZVO, der diese ab 1984 als Müllheizkraftwerk betrieb.
1972 erwarb der ZVO das bundeseigene Wasserwerk Klötzin und 1976 wurde der ZVO Träger der Abfallbeseitigung für den Kreis Ostholstein. In diesem Jahr wurden zudem der Wasserturm in Ahrensbök sowie der Betriebshof in Neustadt errichtet. Ab 1990 verfolgte der Zweckverband ein Abfallwirtschaftskonzept für den Kreis Ostholstein und führte 1992 die getrennte Abfallsammlung ein.
Im Jahr 2004 erfolgte eine Umstrukturierung und Teilprivatisierung des Zweckverbands, verbunden mit der Gründung von Tochtergesellschaften. 2010 wurde die neue ZVO-Unternehmenszentrale im Gewerbepark Sierksdorf eröffnet. 2014 folgte der Bau des Recyclinghofes Süd in Bad Schwartau. Zwei Jahre später, 2016, erfolgte die Rekommunalisierung der ZVO Energie GmbH als 100-prozentige Tochtergesellschaft, während die ZVO Entsorgung GmbH ebenfalls als 100-prozentige Tochtergesellschaft geführt wurde. Zudem wurde der Geschäftsbereich Breitband gegründet.
2017 begann der ZVO mit der EU-weiten Suche nach einem Telekommunikationsanbieter für den Glasfaserausbau in Ostholstein. Es wurde ein Pacht- und Betreibervertrag mit der TNG Stadtnetz GmbH unterzeichnet, und die Vermarktungsphase für „GO! Glasfaserausbau Ostholstein“ begann mit dem offiziellen Spatenstich. 2018 trat der ZVO dem „Bündnis für den Glasfaserausbau Schleswig-Holstein“ bei. 2021 erfolgte die Wiedereingliederung des Geschäftsbereichs Abfallwirtschaft, und Ende des Jahres wurde durch die Verbandsversammlung das Ziel der Klimaneutralität des ZVO bis 2032 beschlossen.

## Unternehmensbereiche

### Recyclinghöfe
Der ZVO betreibt insgesamt drei Recyclinghöfe in Neustadt, Neuratjensdorf und Bad Schwartau. Dort können Papier, Metallschrott und Elektrogeräte kostenlos abgegeben werden und eine Entsorgung von anderen Abfällen, wie Grünschnitt, Bauabfälle und Sperrmüll kann gegen eine Gebühr erfolgen.

### Breitband
Der Unternehmensbereich Breitband wurde im Mai 2016 gegründet. Dieser Bereich ist dafür zuständig im Auftrag der Gemeinden ein passives Netz zur Versorgung mit Breitbandinternet auszubauen. Betreiben wird diese Infrastruktur die TNG Stadtnetz GmbH aus Kiel, die gegenüber den Endverbrauchern als Netzbetreiber und Vertragspartner auftritt.
Investiert werden für den Aufbau der passiven Breitband-Infrastruktur rund 100 Millionen Euro. Eine Förderung von bis zu 15 Millionen Euro wurde vom Bund in Aussicht gestellt.

### Gas/Wärme
Der Unternehmensbereich Gas & Wärme gehört zu der ZVO Energie GmbH. Er beinhaltet den Gasnetzbetrieb, Gaslieferungen an Endverbraucher, dezentrale Strom- und Wärmeproduktion und erneuerbare Energielösungen. Zudem betreibt die ZVO Energie GmbH zwei Erdgastankstellen.

### Wasser
Die Trinkwasserversorgung erfolgt durch die ZVO Energie GmbH. Sechs Wasserwerke fördern über 36 Brunnen das Grundwasser aus einer Tiefe von bis zu 140 Metern. In den Wasserwerken wird das Grundwasser aufbereitet und gelangt anschließend in das Versorgungsnetz und die Haushalte.

## Kennzahlen
| Kennzahlen                     |           |
| ------------------------------ | --------- |
| Mitgliedsgemeinden             | 56        |
| Verbandsgebiet                 | 1732 km²  |
| Mitarbeiteranzahl gesamt       | 578       |
| Stammkapital                   | 20 Mio. € |
| Gasnetz                        | 931 km    |
| Wassernetz                     | 1138 km   |
| Schmutz- & Niederschlagswasser | 1086 km   |
| Glasfaser (geplant)            | 3423 km   |

Stand: 2021